# جیمز شوئرمن
جیمز شوئرمن (به انگلیسی: James Schureman) سناتور سابق عضو حزب فدرالیست (آمریکا) بود. وی در سال ۱۷۹۹ تا ۱۸۰۱ میلادی سناتور ایالت نیوجرسی در سنای ایالات متحده آمریکا بود.